# Harold Ellis
Harold Ellis, né le 7 octobre 1970, à Atlanta, en Géorgie, est un joueur et entraîneur américain de basket-ball. Il évolue au poste d'arrière.

## Palmarès
Joueur
- Champion des Amériques 1993
- CBA All-Rookie Second Team 1993

Entraîneur
- Champion WBA 2005, 2006
- Entraîneur de l'année WBA 2005, 2006